# Zbigniew Kwaśny
Zbigniew Felicjan Kwaśny (ur. 15 czerwca 1930 w Cieszanowie) – polski historyk, specjalizujący się w demografii historycznej i historii gospodarczej.

## Życiorys
Po zakończeniu II wojny światowej osiedlił się z rodzicami we Wrocławiu, gdzie po uzyskaniu matury podjął studia historyczne na Uniwersytecie Wrocławskim, które ukończył w 1954 otrzymując tytuł magistra. Podjął pracę naukową w Katedrze Historii Gospodarczej na swojej macierzystej uczelni. Następnie uzyskał kolejno stopnie naukowe: doktora, doktora habilitowanego, a w 1984 profesora zwyczajnego. W latach 1972–1995 kierował Katedrą Historii Gospodarczej na Instytucie Historycznym UWr. Ponadto latach 1985–1986 był dyrektorem instytutu.
Współpracował również z Akademią Ekonomiczną im. Oskara Langego we Wrocławiu, gdzie pełnił funkcję kierownika Katedry Historii Gospodarczej na Wydziale Nauk Ekonomicznych w latach 1996–2000.

## Wypromowane prace doktorskie
- Przemysł ciężki w Świdnicy w latach 1945-1980, 2002, Robert Krzemień,
- Ludność parafii krapkowickiej w latach 1682-1800, 1998, Krystyna Górna,
- Ludność parafii kochłowickiej w latach 1801-1900, 1998, Pelagia Kwapulińska,
- Ludność parafii Toszek w latach 1789-1877 (na podstawie ksiąg metrykalnych), 1994, Danuta Daszkiewicz-Ordyłowska,
- Ludność parafii Strzelce Opolskie w latach 1766 – 1870 (na podstawie ksiąg metrykalnych), 1994, Jerzy Spychała,
- Polnische Arbeiter im Herzogtum und Freistaat Braunschweing 1880 bis 1939, 1993, Karl Liedke.

## Wybrane publikacje
- Księga ślubów parafii radzionkowskiej z lat 1801-1850, Wrocław 1996.
- Badania z dziejów gospodarczych, Warszawa-Wrocław 1976.
- Rozwój przemysłu na Górnym Śląsku w pierwszej połowie XIX wieku, Wrocław 1983.
- Rzemiosło w miastach śląskich w roku 1762, 1763, Wrocław 1989.
- Jelenia Góra. Zarys rozwoju miasta, Wrocław 1989.
- Rozwój przemysłu w majątkach Schaffgotschów w latach 1750-1850, Wrocław 1965.